# Storia di Ceglie Messapica

## Origine
La città di Kailìa è stata fondata dai messapi i quali la dotarono di un sistema difensivo e di avvistamento costituito da una serie di cinte di specchie. Posta in posizione strategica, al confine con i domini sottoposti alla Polis di Taranto, tra cui il prohuron di Pezza Petrosa nel territorio di Villa Castelli, Ceglie combatté insieme agli altri centri messapici, tra cui Oria contro la città di Taranto con alterne fortune. Passò sotto il dominio romano insieme agli altri centri della zona e fu rapidamente assimilata.

## Medioevo

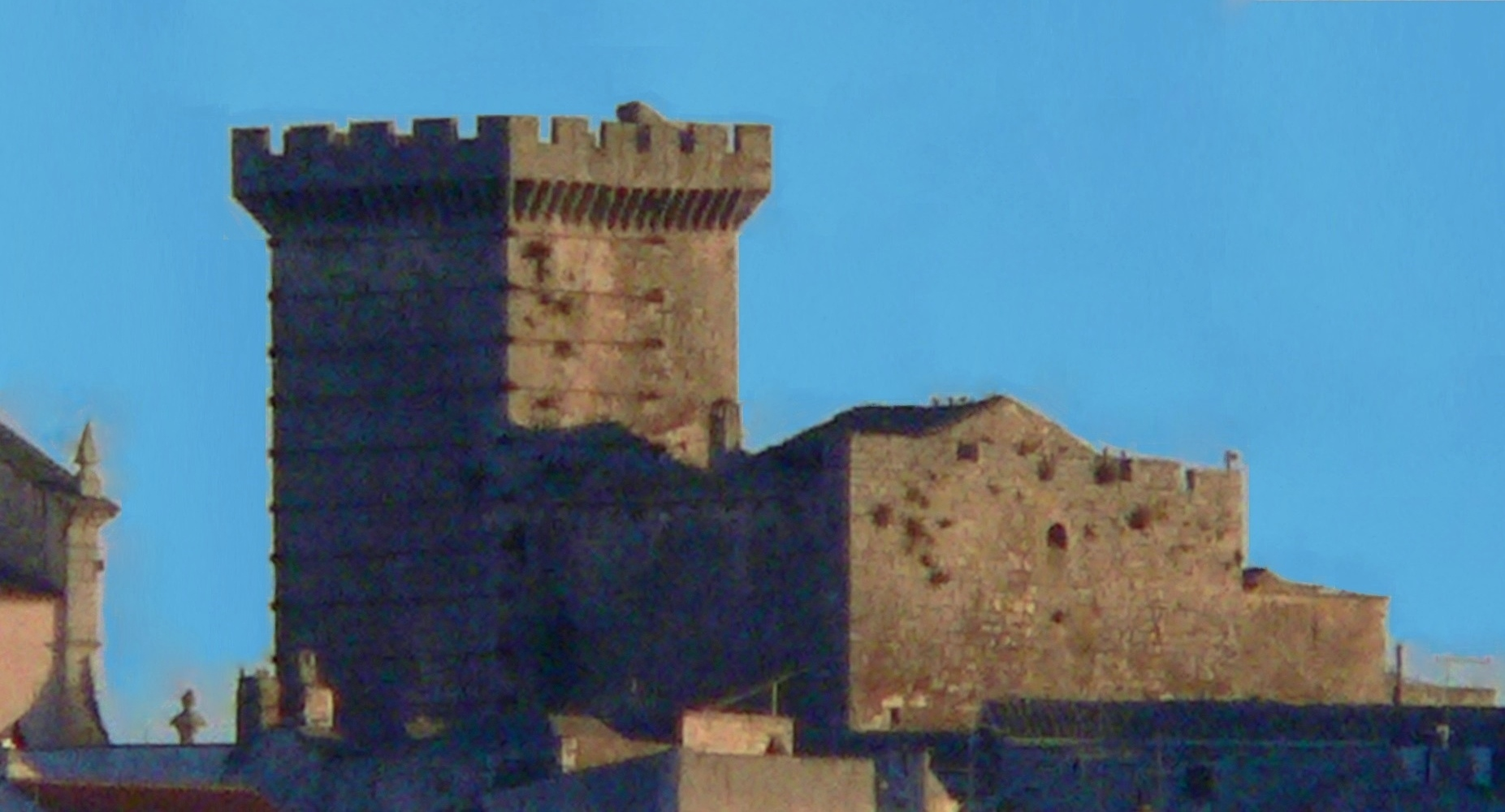
Torre medioevale del Castello Ducale

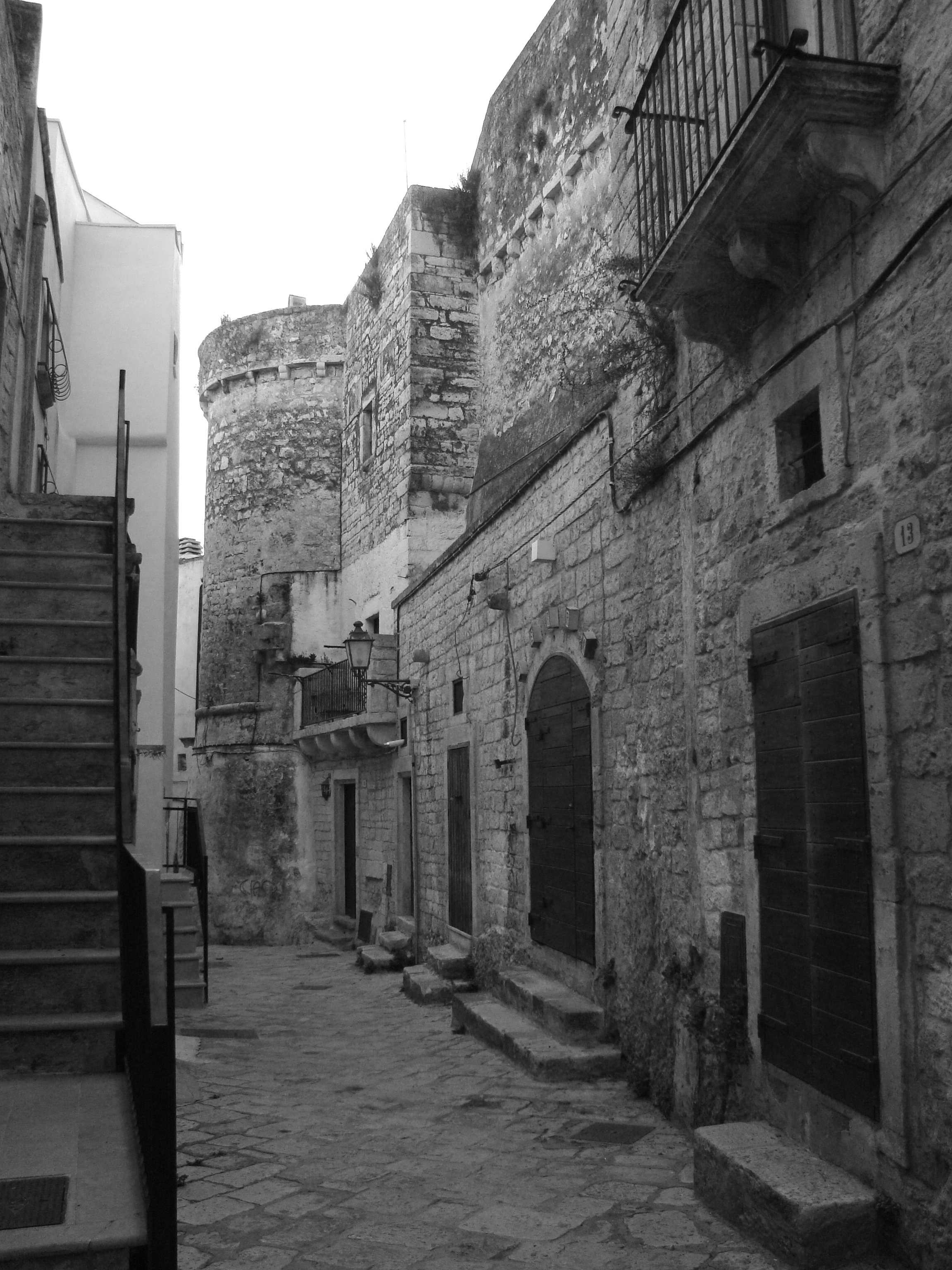
Via di Ceglie con il castello ducale medievale sul fondo

Le dinamiche insediative di Ceglie medievale sono state ampiamente analizzate in un convegno di studi del 2009.
Con i Longobardi il borgo è parte del feudo di Oria. In età normanna il centro è noto come Castellum Caeje, episodici sconfinamenti degli abitanti della vicina Ostuni spingono il castellano Paganus a delineare i confini con la città adriatica. Durante il regno dell'imperatore Federico II Celie de Galda è parte del feudo di Glicerio de Persona, ed è tenuta a contribuire alla manutenzione del castello di Oria. Carlo I d'Angiò condanna Glicerio per fellonia. I possedimenti dei de Persona sono confiscati e ceduti ad Anselino de Toucy. Nel territorio circostante monaci italo-greci avevano fondato l'abbazia di Sant'Anna, alla periferia dell'odierno abitato e la chiesa della Madonna della Grotta. Il feudo passò in successione alle famiglie Orimi, Scisciò, Brancaccio, Dentice e fu per un sessantennio in possesso degli arcivescovi di Brindisi.

## Risorgimento
Nel 1521 la chiesa matrice venne ricostruita come collegiata.
Il 24 ottobre 1584, passò per permuta da don Cornelio Pignatelli, signore di Ceglie a don Ferdinando Sanseverino, conte della terra di Saponara. I Sanseverino ampliarono il castello, conferendogli approssimativamente la struttura attuale. Promossero la fondazione del convento dei Cappuccini, oggi scomparso, e di quello dei Domenicani, fino al 2005 sede del Comune. Ai Sanseverino subentrarono i Lubrano e i Sisto y Britto: all'estinzione di questa casata con il duca Raffaele, nel 1862, il castello e le residue proprietà dell'ex feudo furono ereditate dalla famiglia Verusio.

## Età moderna

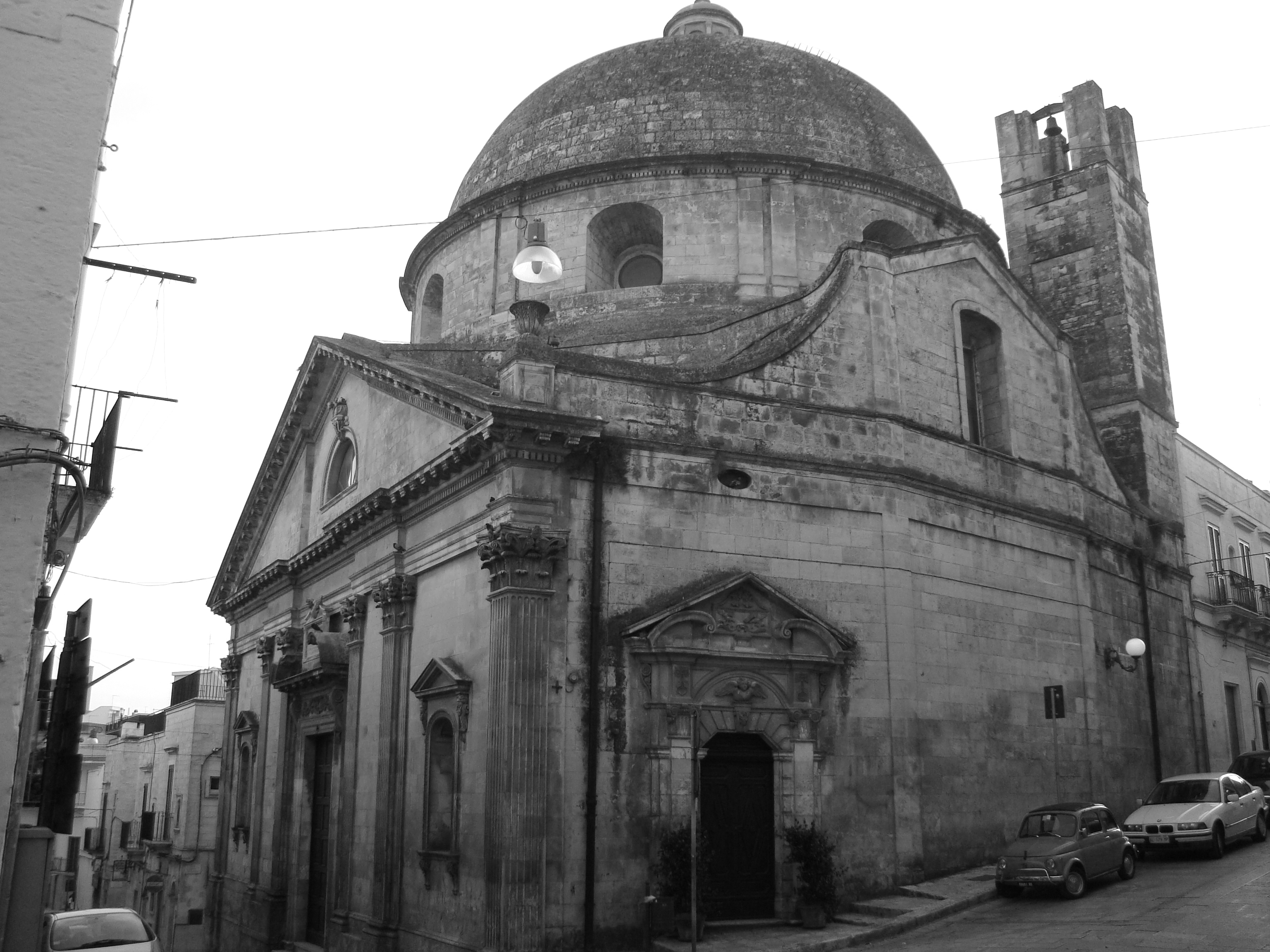
Chiesa di Ceglie

Nel Risorgimento, a Ceglie fu costituita una vendita carbonara ad opera di Domenico Termetrio, originario di Cisternino, mentre Pietro Elia, amico personale di Giuseppe Mazzini, fondò una sezione della Giovine Italia che molto contribuì al riscatto dal dominio borbonico.
Dopo l'annessione al Regno d'Italia, alla fine dell'Ottocento, Ceglie conobbe un periodo di fervore di cui sono testimonianza le opere e i monumenti realizzati in quegli anni: le chiese di San Gioacchino e di San Rocco, il Macello comunale, il cimitero, il teatro comunale, il convento dei padri passionisti, la torre dell'orologio in piazza Plebiscito. In questo periodo si stampò inoltre la rivista La scuola laica, diretta da Giuseppe Elia, che rimase n vita per oltre un biennio e raggiunse diffusione nazionale.
La città nel 1864 ricevette il nome di "Ceglie Messapico".
Un importante segno alla storia cittadina di fine Ottocento l'apportarono due sindaci,  Giuseppe e Francesco Elia  (padre e figlio), che ottennero tra l'altro entrambi l'onorificenza di Commendatore dell'Ordine della Corona d'Italia; da loro fu avviato e poi seguito nel ruolo di membri del consiglio provinciale di Terra d'Otranto (Francesco fu anche vicepresidente del consiglio della provincia di Terra d'Otranto) il lungo processo durato quasi cinquantanni che portò alla costruzione tronco ferroviario Francavilla Fontana- Ceglie - Cisternino - Martina Franca - Locorotondo.

## Novecento
La costruzione delle ferrovia di cui si erano occupati i sindaci Elia fu praticamente realizzata però solo negli anni '20 del Novecento, infatti l'inaugurazione della stazione avvenne il 14 agosto 1924. Qualche anno prima il territorio cegliese fu interessato dalla realizzazione di un'altra importante opera pubblica, la costruzione del canale principale dell'Acquedotto Pugliese.
La città, ebbe un costante incremento demografico, nonostante l'emigrazione all'estero di numerose famiglie contadine, sintomo della condizione socio-economica di quegli anni. Tra il 1920 ed il 1930 molti cittadini si trasferirono nella vicina Villa Castelli contribuendo al movimento per l'indipendenza da Francavilla Fontana.
Nel corso della seconda metà del 900 la cittadina si è modifica da un punto di vista sociale, si è persa infatti la vocazione prettamente agricola ed artigiana (principalmente nel settore tessile) della popolazione, gli abitanti di Ceglie infatti, come quelli della provincia sono stati assorbiti dalle grandi industrie nate a Brindisi e Taranto. Gli anni '60 sono stati, come nel resto del paese gli anni del boom edilizio, si è infatti assistito anche a Ceglie a uno sviluppo del tessuto urbano, gli anni in cui il "vecchio" lasciava il posto al "nuovo" (veniva abbattuto il convento dei Cappuccini con annessa Chiesa per far posto all'Ospedale Civile).
Rilevanti negli anni '80 furono le lotte bracciantili e sindacali contro il caporalato, che videro in prima linea tra gli altri l'attuale Ministro dell'Agricoltura Teresa Bellanova, e sviluppatesi anche in seguito a tragici eventi che videro coinvolte in incidenti stradali anche vittime cegliesi .
Gli anni '90 sono stati segnati dalla crisi definitiva del settore tessile, con la chiusura di vari stabilimenti.
Personaggi di rilievo nel Novecento furono il pittore futurista Emilio Notte e il matematico Cataldo Agostinelli.

## 2000
Per far fronte alla crisi del settore artigianale e industriale si è cercato di far crescere la vocazione gastronomica e turistica della cittadina.
Nel 2019 due personalità legate a Ceglie hanno ricevuto importanti incarichi. Il papa ha nominato infatti mons. Gianfranco Gallone Arcivescovo titolare di Mottola e Nunzio Apostolico in Zambia, sono così due gli arcivescovi nati a Ceglie attualmente in carica, l'altro è mons. Domenico Caliandro arcivescovo emerito di Brindisi-Ostuni. Teresa Bellanova è stata invece nominata Ministro dell'Agricoltura del secondo governo guidato da Giuseppe Conte, di cui è portavoce un altro cegliese, Rocco Casalino